# Estación de Angulema
La estación de Angulema, (en francés: gare d'Angoulême), es la principal estación ferroviaria de la ciudad francesa de Angulema. Por ella circulan tanto trenes de alta velocidad, como de media distancia y regionales. 
En 2007, fue utilizada por cerca de 1,5 millones de pasajeros.

## Historia
Fue inaugurada el 20 de septiembre de 1852 en el marco de la clásica línea férrea París-Burdeos por Napoleon III.
Durante la Segunda Guerra Mundial fue destruida por un bombardeo aliado en 1944 y reconstruida poco después. 
Desde 1997 la gestión de las vías corresponde a la RFF mientras que la SNCF gestiona la estación.

## Situación ferroviaria
La estación se encuentra en el punto kilométrico 449,384 de la línea férrea París-Burdeos. Además pertenece al trazado de las siguientes líneas férreas:
- Línea férrea Limoges-Angulema. Eje este-oeste, de corte regional, de vía única y sin electrificar.
- Línea férrea Beillant-Angulema. Corto tramo de apenas 70 kilómetros, que une Angulema con Beillant cerca de la costa atlántica. Es de vía única y sin electrificar.

## Descripción
La clásica estación de Angulema se compone de una largo edificio de tres tramos de planta rectangular generalmente de dos pisos, aunque la parte central tiene tres pisos. Un pequeño frontón semicircular y un reloj son la única decoración de la fachada principal. 
Posee 6 vías y 3 andenes, dos centrales y uno lateral. Todos ellos están parcialmente recubiertos por una marquesina metálica. 

## Servicios ferroviarios

### Alta Velocidad
Los trenes TGV que transitan por la estación permiten enlazar los siguientes destinos:
- Línea Burdeos ↔ París.
- Línea Hendaya / Irún / Toulouse ↔ Lille / Bruselas
- Línea Burdeos ↔ Estrasburgo.

### Media Distancia
Los trenes Intercités enlazan las siguientes ciudades:
- Línea Royan ↔ París. Sólo en verano.

### Regionales
Son muchos los trenes regionales que circulan por estación:
- Línea Limoges ↔ Angulema.
- Línea Poitiers ↔ Angulema.
- Línea Burdeos ↔ Angulema.
- Línea Royan / Saintes / La Rochelle ↔ Angulema.